# Xi Shan
Xi Shan bzw. Xishan (chinesisch 西山, englisch West Mountain – „Westberg“) ist ein Gebirge in Nanchang in der chinesischen Provinz Jiangxi. Es ist eine berühmte Stätte des Daoismus. Aus der daoistischen Lingbao-Richtung (Lingbao pai) ging hier der Jingming-Daoismus (Jingming dao 淨明道 bzw. Jingming zhongxiao dao 淨明忠孝道) hervor, der in der Zeit der Südlichen Song-Dynastie von He Zhengong 周真公 gegründet wurde und Xu Xun 許遜 (239–374) aus der Jin-Dynastie als seinen ersten Patriarchen verehrte.